# NGC 794
NGC 794 je galaksija u zviježđu Ovan.

## Vanjske poveznice
- SEDS: NGC 794